# Ullucus tuberosus
Ullucus tuberosus es la única especie del género monotípico Ullucus de la familia Basellaceae. Es una planta herbácea originaria de la región andina de América del Sur. Se le conoce con los nombres de olluco (del quechua ulluku o  illaku), melloco (del quichua milluku)  en Ecuador y Perú, ulluco o chugua (en Colombia), ruba (en Venezuela) y, Bolivia, el norte de Argentina y unas pocas regiones de la zona sur andina de Ecuador, como olluco, papa lisa, o simplemente lisa.

## Descripción
U. tuberosus es una planta herbácea y compacta; las variedades silvestres son rastreras, pero para el cultivo se han seleccionado otras trepadoras o semierectas, que pueden alcanzar los 50 cm de altura formando matas densas. Los tallos y hojas son suculentos y mucilaginosos, con un tallo angular del que brotan largos pecíolos alternos al cabo de los cuales se presentan hojas cordiformes, de color variable según el cultivar. Presenta inflorescencias axilares, de flores hermafroditas. Raramente produce fruto; cuando lo hace, la semilla es un aquenio piramidal de superficie rugosa.
En los estolones subterráneos o superficiales se producen tubérculos de forma alargada o esférica, y de colores que van desde al blanco al naranja y púrpura. Normalmente su diámetro va de los 2 a los 15 cm, pero en condiciones favorables pueden asemejarse a los de la papa (Solanum tuberosum). La piel es claramente distinta del interior, firme y claro, de color blanco a amarillo limón y sin fibras perceptibles. Las raíces son fibrosas y pivotantes.
Genéticamente, son diploides y triploides, con una base de 12 cromosomas. Son más resistentes los triploides aunque estériles, salvo por propagación vegetativa.

## Distribución y hábitat
Es nativa del Altiplano, donde se cultiva por su tubérculo y hojas comestibles. Se cultiva a más de 2800 m s. n. m. en Bolivia, Chile, Colombia (principalmente en los departamentos de Nariño, Cauca y Boyacá), y la región serrana de Ecuador y Perú, pudiéndose también encontrar en el norte de Argentina. Igualmente puede ser cultivada en la zonas templadas suaves, tales como el centro sur de Chile.

## Propiedades
El olluco tiene propiedades cicatrizantes. Su uso constante puede mejorar las lesiones en la piel ocasionadas por el acné.

## Taxonomía
Ullucus tuberosus fue descrita por Francisco José de Caldas y publicado en Semanario del Nuevo Reino de Granada 2: 185. 1809.
Sinonimia
- Basella tuberosa Kunth in F.W.H.von Humboldt, A.J.A.Bonpland & C.S.Kunth, Nov. Gen. Sp. 2: 189 (1817).
- Melloca tuberosa (Kunth) Lindl., Gard. Chron. 1847: 685 (1847).
- Melloca peruviana Moq. in A.P.de Candolle, Prodr. 13(2): 225 (1849).
- Ullucus kunthii Moq., Biblioth. Universelle Genève 11: 80 (1849).
- Ullucus aborigineus Brücher, Ber. Deutsch. Bot. Ges. 80: 379 (1967).[2]

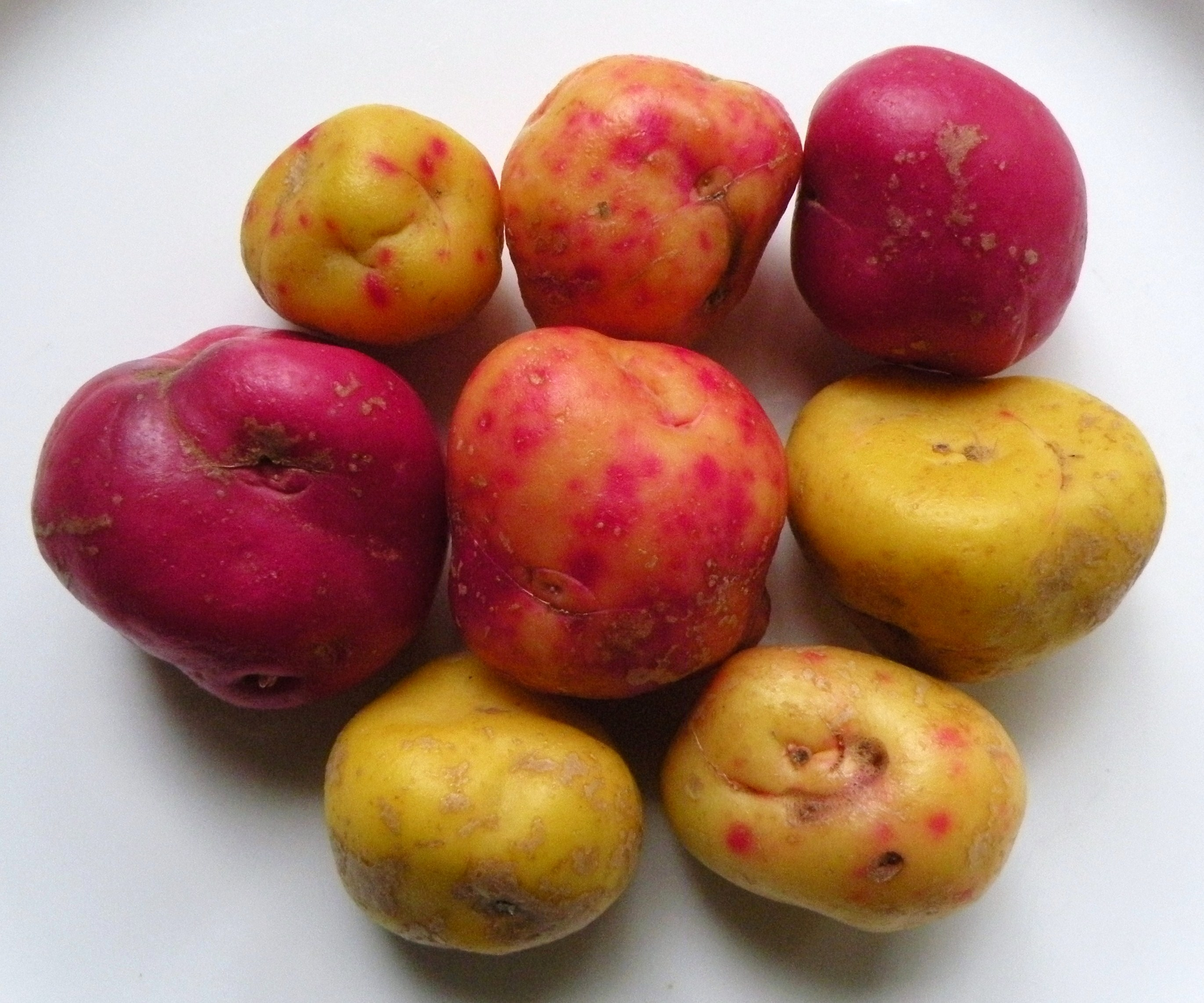
Sus tubérculos.

## Importancia económica y cultural

### Consumo
Del ulluco se emplean tanto los tubérculos como las hojas frescas, consumidas como verdura en ensalada, hervidas o en otras preparaciones; el sabor de sus hojas recuerda a la espinaca (Spinacia oleracea). A veces se mezclan con las de la estrechamente emparentada Basella rubra.
Los tubérculos del ulluco se consumen con más frecuencia hervidos que de otro modo, ya que su alto contenido de agua (un 85% cuando frescos) dificulta otras preparaciones. La piel es delgada y se quita con facilidad, pero puede consumirse junto con la pulpa, de color pálido, firme, lisa y suave, sin rastro de fibra; la textura ligeramente gomosa del tubérculo crudo desaparece con la cocción. Se los utiliza enteros como guarnición, rallados, en puré, o molidos para espesar sopas y estofados. Se los prepara también en conserva; no modifican así su textura ni su sabor, aunque el color se empalidece. La necesidad de aderezarlos de este modo es poca en origen, pues se conservan durante muchos meses a temperatura ambiente, pero es el método más habitual para la exportación.
En la preparación tradicional andina se los emplea para hacer una especie de chuño, llamado llingli, que a su vez se muele para preparar una fécula fina y delicada. Secos, su sabor se intensifica, y el aroma nogado de su pulpa se hace más perceptible.
La composición nutricional del tubérculo fresco es de un 85% de humedad, un 14% de almidón y azúcar, y un 1% de proteínas. Seco, el 72-75% es de carbohidratos, 10-16% proteínas, 4-6% fibra y alrededor de un 1% lípidos; aportan así unas 360 calorías por 100 g. Contiene además 23 mg de vitamina C. Las variaciones en el aporte nutricional son marcadas entre cultivares.

### Gastronomía

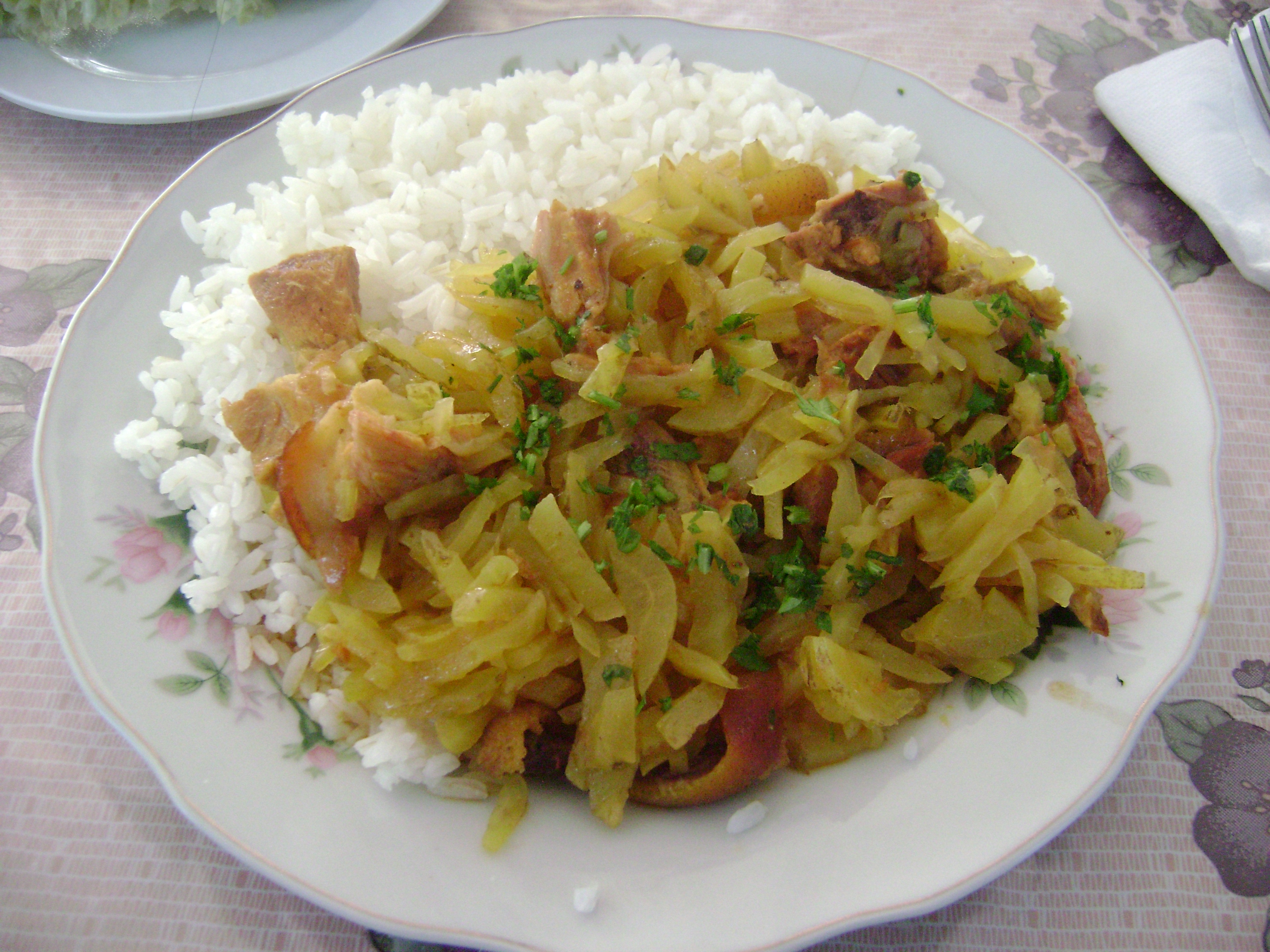
Olluquitos guisados con carne de cerdo y servidos con arroz blanco. Distrito de Uco, Ancash-Perú.

Varios platos de Ecuador, Perú, Colombia y Bolivia incluyen al tubérculo del Ullucus tuberosus en su composición y es una importante fuente de carbohidratos en la dieta autóctona; el olluquito con charqui, el chupe de lisas y el ajiaco de ollucos en Perú, la sopa de melloco es popular en Ecuador; el ají de papa lisa y la sopa de papa lisa son tradicionales en el occidente y los valles de Bolivia.

#### Día del olluquito
Cada 5 de octubre, se celebra en varios pueblos andinos del Perú, el día del olluquito.[cita requerida] La fiesta más famosa se celebra en Ayamarca (Huancavelica). El pueblo entero prepara en sus calles el famoso plato con charqui que reúne a cientos de visitantes cada año. Gastón Acurio, reconocido chef peruano, se confiesa devoto del olluquito de Ayamarca donde se cocina según sus palabras "el mejor olluco del mundo".[cita requerida]

## Cultivo
U. tuberosus crece desde el nivel del mar hasta los 4000 m s. n. m. Prefiere los climas frescos, húmedos, y es resistente a las heladas; el clima cálido fomenta su desarrollo, pero minimiza la producción de tubérculos. Tolera bien suelos poco nutritivos, así como ácidos o arenosos, prefiriendo sin embargo el humus denso, bien drenado, con un pH entre 5.5 y 6.5. Soporta las sequías, pero en época de crecimiento requiere unos 800 a 1400 mm de precipitaciones. El sol abundante es imprescindible para las variedades más difundidas, con entre 10 y 14 horas de período diurno, aunque las variedades más australes de Chile parecen no tener los mismos requisitos.
El medio de difusión más frecuente es el replante de tubérculos; del mismo modo pueden utilizarse los esquejes de tallo o incluso el tubérculo fraccionado. Mientras la temperatura esté por encima de los 18º, los brotes aparecen rápidamente; al acortarse el período diurno, la planta produce más estolones y los engrosa, formando nuevos tubérculos. Los agricultores suelen elevar el nivel de la tierra alrededor del tallo a medida que aparecen tubérculos para fomentar el crecimiento de otros. Su madurez insume entre 5 y 9 meses, y es más lenta a mayores altitudes.
Las prácticas de cultivo tradicionales varían con la zona; en el norte del Perú, se lo planta en melgas tras una cosecha de papa, alternando con la oca (Oxalis tuberosa) y la mashwa (Tropaeolum tuberosum). En zonas más al sur se lo planta junto al maíz (Zea mays), mientras que en Chile suele compartir espacio con la papa y la oca. No se han desarrollado modelos modernos de plantación, pero las técnicas tradicionales combinadas con el uso de fertilizantes y cuidados para la prevención de pestes permiten producir hasta 50 ton útiles por hectárea, rivalizando con los mejores cultivares de papa de esa zona; normalmente, sin embargo, rara vez superan las 10. Se cifra en unas 60 000 ton anuales la producción del Perú, el principal productor, y continúa en aumento.
La extracción del tubérculo se realiza a mano; la mecanización parece factible, pero dificultosa, en vista de que es escasamente resistente a los cortes. Los tubérculos más pequeños son los más cotizados; pueden almacenarse en la oscuridad, en lugar fresco y seco, hasta un año. Expuestos al sol concentran clorofila con rapidez y se hacen inútiles para el consumo, pero pueden replantarse.
Se estima que el cultivo del ulluco comenzó en los Andes, desde donde se difundió hacia el norte —alcanzando ubicaciones a 10 grados de latitud norte en Venezuela— y hacia el sur, hasta el norte de Chile en la época precolombina. Los restos más antiguos conocidos se han hallado en vasijas de fécula en Ancón y Chilca, en la cueva Tres Ventanas, en la costa peruana. Motivos decorativos utilizados por los Huari incluyen la planta de ulluco. La gran variedad de nombres que la planta toma en las lenguas indígenas atestigua su antigüedad; además del quechua ulluku se la conoce por el aymara ulluma o como melloco, rubas (en Ecuador), tiquiño, mucuchi, michuri (en Venezuela), ruhua o chigua (en el noroeste de Argentina).

## Problemas
Aunque la resistencia del ulluco y la facilidad de su plantación la hacen una excelente alternativa a la papa y un cultivo prometedor para los pequeños productores, la larga duración de la maduración es uno de los factores que juega en su contra, así como sus elevados requisitos de período diurno.
El principal problema para su expansión, sin embargo, es la elevada presencia de infecciones virales en la mayoría de las plantas; puesto que no se reproduce de semilla, sino por esquejes, la difusión mecánica de los virus afecta hasta al 80% de los ejemplares, según los últimos estudios. Cuatro especies diferentes lo atacan: el virus del mosaico de Ullucus (Potyvirus sp.), una especie de Tobomavirus, el virus del mosaico de la papaya (Potexvirus sp.) y el virus C del ulluco (Comovirus sp.). Estos causan perdida de vivacidad y deformaciones, y resultan sumamente difíciles de erradicar. La expansión del cultivo está sujeta al uso de técnicas de propagación que impidan el traspaso del virus o al uso de variedades resistentes.

## Nombre común
- olluco, melloco, ulluco, papalisa, papa lisa, ruba, ulloco u olluma